# PC Siqueira
Paulo Cezar Goulart Siqueira, mais conhecido como PC Siqueira (Guarulhos, 18 de abril de 1986 –  São Paulo, 27 de dezembro de 2023), foi um youtuber e apresentador brasileiro. Ficou conhecido por vlogs em seu canal "maspoxavida". Possuía mais de 2 milhões de inscritos em sua conta no YouTube antes desta ser apagada em 2020. Foi considerado um dos grandes vlogueiros da chamada "primeira geração de youtubers no Brasil". Além da composição de variados conteúdos para a internet, comandou programas de televisão em canais como a MTV Brasil, PlayTV e TBS Brasil.

## Biografia e carreira

### Infância, adolescência e início de carreira
Quando criança, PC era vítima de bullying das outras crianças por causa do seu estrabismo, e acabou tendo de ser alfabetizado em casa. Começou a trabalhar como ilustrador e colorista de histórias em quadrinhos ainda na adolescência, aos quinze anos. Entretanto, tornou-se conhecido por seu trabalho como vlogueiro no canal "maspoxavida", criado em fevereiro de 2010 no YouTube, publicando vídeos críticos, abordando temas atuais e variados. PC causou controvérsia com suas opiniões, principalmente ao fazer críticas às religiões devido ao fato de ser ateu, ao fazer piadas com símbolos religiosos e ao publicar mensagens deste cunho em seu microblog.

### 2011–13: como apresentador na MTV
Em março de 2011, PC estreou um programa semanal de meia hora de duração na MTV Brasil intitulado PC na TV. O visual do programa encenava um monitor de computador e, além de notícias dadas por Siqueira, havia reportagens, entrevistas, matérias especiais, com caráter mais documental e uma preocupação estética diferenciada. O programa foi cancelado em junho de 2013, juntamente com outras programas da MTV Brasil, devido a uma crise na emissora. No mesmo mês, PC é dispensado pela direção do canal. Ainda na MTV Brasil, comandou os programas MTV Games, Furo MTV e o Nunca Verão.

### 2015–16:JorgecasteCaravana na TV
Em abril de 2015, voltou para a TV e passou a apresentar o programa Jorgecast ao lado do youtuber Cauê Moura na PlayTV. Em maio de 2016, integrou o elenco do humorístico Caravana na TV, do canal TBS Brasil.

### 2016–19:PC Siqueira Está MortoeO Aprendiz
Em junho de 2016, PC anunciou que iria fazer uma cirurgia para corrigir o estrabismo, condição oftalmológica que causa o desalinhamento do globo ocular. Ainda em recuperação, lançou o livro PC Siqueira Está Morto, de Alexandre Matias, que aborda uma parte da vida de PC usando traços de ficção científica. Em 5 de julho de 2016, PC publicou um vídeo em seu canal no YouTube mostrando o resultado da cirurgia. Ele revelou que decidiu operar após uma conversa com o irmão e que se sentia com a autoestima melhor. Em vídeo publicado no seu canal, revelou sofrer depressão, ansiedade e síndrome do pânico. Em 2019, PC participou do reality show O Aprendiz, sendo demitido no episódio 11.

### 2019–23: Declínio na carreira e últimos anos
Desde 2020, PC mantinha uma imagem mais discreta e pretendia seguir carreira como tatuador. Ele fazia cursos para se tornar profissional e mantinha distância da mídia devido à repercussão negativa relacionada às acusações de pedofilia feitas a ele em junho de 2020. O youtuber se mostrou muito abalado devido a essa distanciação.
PC Siqueira sofria de ansiedade e depressão e as tratava, conforme afirmou uma tia que foi a primeira pessoa a chegar no apartamento do apresentador no dia de sua morte.

## Acusações de pedofilia e linchamento virtual
Em 10 de junho de 2020, PC Siqueira foi acusado de compartilhar fotos pornográficas de uma criança. Uma conta anônima no Twitter divulgou gravações de tela de celular nas quais o vlogueiro conversa com um amigo não identificado e relata ter recebido fotografias da filha de uma mulher com a qual conversava. Posteriormente, compartilhou o material com o dito amigo. O apresentador, no Instagram, se defendeu alegando que as acusações eram fake news derivadas de uma articulação criminosa contra sua pessoa.
Com a repercussão das acusações, Cauê Moura e Rafinha Bastos decidiram anunciar a saída de Siqueira do canal Ilha de Barbados. Em 16 de junho de 2020, Siqueira prestou depoimento na 4.ª Delegacia de Proteção à Pessoa, após o qual um comunicado oficial foi emitido, afirmando a apuração da denúncia. No mesmo dia, ele desativou o seu canal do YouTube. Cinco meses após a exclusão do seu canal, PC retornaria ao YouTube.
Em 24 de fevereiro de 2021, a polícia civil de São Paulo, após investigações técnicas da Superintendência da Polícia Técnico-Científica (SPTC), da Secretaria de Segurança Pública do Estado, no computador, HD externo, celular, console de jogos eletrônicos e demais dispositivos eletrônicos, não encontrou provas de que PC Siqueira tivesse armazenado, compartilhado, pesquisado materiais de conteúdo de pornografia infantil ou tido contato com menores de idade.
Em razão das acusações, Siqueira sofreu linchamento virtual e foi perseguido na internet mesmo após conclusões da polícia acerca de sua inocência.

## Morte
PC Siqueira morreu no dia 27 de dezembro de 2023. Foi encontrado morto no apartamento em que morava em Santo Amaro, zona sul da cidade de São Paulo. A médica que analisou o corpo disse à policia, de forma preliminar, que a causa da morte foi suicídio por enforcamento e intoxicação por abuso de substâncias controladas e drogas ilícitas. Em 28 de dezembro de 2023, a certidão de óbito, emitida pelo médico legista do Instituto Médico Legal (IML), confirmou as informações divulgadas preliminarmente.
Segundo familiares, PC havia terminado o relacionamento de um ano, e a ex-namorada teria ido ao apartamento para conversarem, onde também consumiram drogas. Durante a tentativa de suicídio, sua ex-namorada procurou ajuda de vizinhos que chamaram a polícia, porém quando as autoridades chegaram ao local o corpo já estava sem vida. 
PC Siqueira não deixou carta de despedida. O corpo do apresentador foi enterrado na manhã de 29 de dezembro de 2023, numa cerimônia restrita no Cemitério Primavera 1 em Guarulhos, na Grande São Paulo.

## Filmografia

### Televisão
| Período   | Título         | Nota         |
| --------- | -------------- | ------------ |
| 2011–2013 | PC na TV       | Apresentador |
| 2011–2013 | MTV Games      | Apresentador |
| 2012      | Nunca Verão    | Apresentador |
| 2013      | Furo MTV       | Apresentador |
| 2015      | Jorgecast      | Apresentador |
| 2016      | Caravana no Ar | Apresentador |
| 2019      | O Aprendiz     | Participante |

### Internet
| Período   | Título           | Nota(s)                                                      |
| --------- | ---------------- | ------------------------------------------------------------ |
| 2010–2020 | maspoxavida      | Vlog e primeiro trabalho notável                             |
| 2012–2018 | Rolê Gourmet     | Culinária com Otávio Albuquerque                             |
| 2012–2015 | Games & Dinos    | Games com Diego Quinteiro                                    |
| 2017–2020 | Ilha de Barbados | Vlog com Rafinha Bastos e Cauê Moura                         |
| 2020–2023 | PC Siqueira      | PC renomeou seu canal principal após a acusação de pedofilia |

### Cinema
| Período | Título                        | Personagem | Nota                  | Ref.   |
| ------- | ----------------------------- | ---------- | --------------------- | ------ |
| 2016    | Why him?                      |            | Participação especial | [ 66 ] |
| 2016    | Going to Brazil               | Hipster 2  | Participação especial | [ 67 ] |
| 2017    | Internet – O Filme            | Joca       |                       | [ 68 ] |
| 2017    | Os Penetras 2 – Quem Dá Mais? | Ele Mesmo  | Participação especial | [ 69 ] |
| 2018    | Maior que o Mundo             |            |                       | [ 70 ] |
| 2021    | Doce Encanto                  | Alexandre  |                       |        |

## Prêmios e indicações
Com repercussão de seus vídeos na internet PC foi indicado ao Video Music Brasil 2010 na categoria Web Star, foi vencedor das categorias "Geek do Ano" e "WebCeleb" do prêmio "Os Melhores da Websfera", foi entrevistado por Jô Soares e tornou-se garoto-propaganda de campanhas publicitárias de linhas de produtos eletrônicos e informática.
| Ano  | Prêmio               | Categoria             | Resultado | Ref    |
| ---- | -------------------- | --------------------- | --------- | ------ |
| 2010 | Video Music Brasil   | Webstar               | Indicado  | [ 76 ] |
| 2011 | Melhores da Websfera | Webcelebridade do ano | Venceu    | [ 77 ] |
| 2013 | Shorty Awards        | Videoblogger          | Venceu    | [ 78 ] |